# 鶴田忍 (俳優)
鶴田 忍（つるた しのぶ、1946年2月14日 - ）は、日本の俳優。本名同じ。別名義：嵐 堪忍。
東京都出身。活動屋所属。日本大学鶴ヶ丘高等学校卒業。

## 人物
1963年、劇団俳優座養成所に第16期生として入所。
1966年に養成所を卒業し、俳優座に正式に入団するが、舞台『はんらん狂想曲』の上演を巡って千田是也ら劇団上層部と対立。1971年、中村敦夫・原田芳雄・市原悦子らと退団する。
代表作は『必殺仕業人』の出戻り銀次役、映画『釣りバカ日誌』シリーズの堀田常務役など。しばしば悪役俳優と称され、重役や社長役、ヤクザ役ははまり役である。
鶴田が出演した『スペクトルマン』第48話・第49話の監督を担当した樋口弘美は、日活のプロデューサーとなり、『野球狂の詩』で鶴田を起用している。鶴田と樋口は親交が深く、樋口が日活撮影所所長になった後も付き合いがあった。
『猿飛佐助』では擬斗も担当する霧隠才蔵役の倉田保昭の道場に通い、他の俳優陣が多忙で通えない中、懸命にアクションを覚えたが、監督からは「主役よりもアクションが多い」とたしなめられた。

## 出演

### テレビドラマ

#### NHK
- 大河ドラマ
  - 山河燃ゆ（1984年） - 藤原上等兵
  - 春の波涛（1985年） - 山下清兵衛
  - 独眼竜政宗（1987年） - 亘理元宗
  - 翔ぶが如く（1990年） - 左右田宗之進
  - 太平記（1991年） - 北条範貞
  - 八代将軍吉宗（1995年） - 松平乗賢
  - 江〜姫たちの戦国〜（2011年） - 天野康景
  - 花燃ゆ（2015年） - 新山
  - おんな城主 直虎（2017年） - 北条氏康
- 宮本武蔵（1984年） - およしの再婚相手
- 北の海峡（1988年5月3日） - 二谷善行
- 晴のちカミナリ（1989年）
- 連続テレビ小説
  - 鳩子の海（1974年） - 矢部人兵（「嵐勘忍」名義）
  - 澪つくし（1985年） - 玉利警部補→玉利署長
  - 君の名は（1991年） - 長島龍伍
  - ひまわり（1996年） - 不動産屋
  - どんど晴れ（2011年） - 佐々木正則
- 腕におぼえあり2（1992年） - 田代家老
- 系列（1993年） - 三枝誠
- 戦国武士の有給休暇（1994年） - 篠木織部
- 宝引の辰捕者帳 第1話「自来也小町」（1995年3月31日） - 秋田屋
- 天晴れ夜十郎 第5回「初春花魁凧」（1996年） - 大口屋
- 新・半七捕物帳 第14話「絵馬」（1997年） - 神主
- 新・腕におぼえあり〜よろずや平四郎活人剣〜 第21回「過去」（1999年2月19日） - 鮫島屋長兵衛
- 凍える牙（2001年） - 畑山専務
- 海図のない旅（2002年） - 田島幸造
- ロッカーのハナコさん（2002年） - 七倉宗吉
- 加賀百万石〜母と子の戦国サバイバル（2002年） - 生駒親正
- R.P.G.〜作られた家族の秘密〜（2003年） - 立川房夫
- 御宿かわせみ（2004年） - 井筒屋徳右衛門
- ダイヤモンドの恋（2005年） - 黒川教授
- ハチロー〜母の詩、父の詩〜（2005年） - 鈴木悦史
- すみれの花咲く頃（2007年） - 杉田正一
- 風の果て 第6話「最後の敵」（2007年11月22日） - 原口民弥
- 感染爆発〜パンデミック・フルー（2008年1月12日） - 峯田院長
- 陽炎の辻3 〜居眠り磐音 江戸双紙〜 - 竜間直澄
  - 第9話「女の覚悟」（2009年6月27日）
  - 第13話「関前へ」（2009年8月1日）
- 永遠の泉（2012年6月16日） - 森田幸三
- ガラスの家 第2回「ふたりの月」（2013年9月10日） - 伊佐野一輝
- ぼんくら 第5話「恨みを持つ者」（2014年11月13日） - 幸庵
- 一路 第6回「二人の殿様」（2015年9月4日、NHK BSプレミアム） - 常陸屋伊右衛門
- 破裂（2015年） - 川邊久雄
- 子連れ信兵衛（NHK BSプレミアム） - 平七
  - 子連れ信兵衛（2015年11月13日 - 12月18日）
  - 子連れ信兵衛2（2016年11月11日 - 12月23日）
- 立花登青春手控え（2017年） - 慶斎
- 十三人の刺客（2020年11月28日、NHK BSプレミアム・NHK BS4K） - 三州屋徳兵衛

#### 日本テレビ
- 長崎犯科帳 第10話「ウンスンカルタは地獄札」（1975年） - 小文太（「嵐勘忍」名義）
- 桃太郎侍 第69話「おれはお江戸のダメ同心!」（1978年） - 青柳大五郎
- 猿飛佐助（1980年） - 三好伊三入道
- 幻之介世直し帖 第8話「はやぶさ襲う死神軍団」（1981年） - 音松
- 事件記者チャボ! 第19話「ビックリ! チャボの大変装!?」（1984年） - 六法
- 刑事物語'85（1985年）
- 太陽にほえろ! PART2 第4話「俺は殺された」（1986年） - 中古車販売業者
- 誇りの報酬
  - 第18話「真昼の挑戦者」（1986年） - 坂田刑事
  - 第48話「誘拐犯 芹沢刑事」（1986年） - 所轄署刑事
- あぶない刑事（1986年） - 野本
- ジャングル（1987年）
- 銭形平次（1987年） - 和助親分
- ハロー!グッバイ（1989年）
- いつか、サレジオ教会で（1991年） - 歯科医・水谷
- 家なき子（1994年） - 倉田幸助（智之の父）
- 金田一少年の事件簿（1995年） - 八十島隆造
- 聖龍伝説（1996年） - 張（幻龍三鬼神・流法）
- さむらい探偵事件簿（1996年）
- 失楽園（1997年） - 妻良英彰
- レッツゴー!永田町（2001年） - 岸本修造
- サイコドクター（2002年） - 松村医師
- 課長島耕作（2008年） - 石渡俊彦
- 華麗なるスパイ MISSION 1「前科13犯懲役30年! 天才詐欺師が七変化!! 暴走バス大爆破に秘めた女子高生の愛と罠」（2009年7月18日） - 多田幸一
- 火曜サスペンス劇場
  - 幻の罠（1982年6月1日）
  - 軽蔑（1984年10月9日） - 美術商
  - 女検事・霞夕子1「予期せぬ殺人」（1985年10月15日） - 井沢清一郎
  - たった独りのあなたのために（1985年12月24日）
  - 浅見光彦ミステリー2「天城峠殺人事件」（1987年12月1日） - 杉浦警部
  - 新・女検事 霞夕子1「ペルソナ・ノン・グラータ」（1994年5月3日）
  - 地方記者・立花陽介
    - 地方記者・立花陽介3「釜石遠野通信局」（1994年5月24日） - 岩上刑事
    - 地方記者・立花陽介20「佐渡両津通信局」（2003年4月22日） - 大垣正太郎

  - 女監察医・室生亜季子17「薬殺」（1994年12月27日） - 渡辺正勝
  - 殺人迷路（1995年1月31日） - 東新宿警察署 署長
  - 下町葬儀屋事件簿（1995年4月11日）
  - 松本清張スペシャル・中央流沙（1998年8月4日） - 倉橋秋彦
  - 指名手配 - 永尾一成
    - 指名手配1（1998年11月24日）
    - 指名手配2（1999年8月17日）
    - 指名手配3（2000年8月1日）

  - だます女だまされる女（2000年 - 2006年） - 江口所長
  - 臨床心理士4（2001年10月16日） - 織物工場社長
  - 浅見光彦スペシャル 貴賓室の怪人（2002年2月5日） - 大平正樹
  - 松本清張スペシャル・事故（2002年7月9日） - 橋本
  - 事件記者・三上雄太2（2005年5月3日） - 日浦捜査課長

#### TBS
- 3人家族（1968年）
- 大岡越前 第1部（1970年 - 1971年） - 弥助
- 寺内貫太郎一家2 第1話（1975年） - 君島祐二（クレジットは「嵐堪忍」名義）
- 岸壁の母（1977年） - 西田
- ウルトラマン80 第42話「さすが！観音さまは強かった！」（1981年） - 大林
- 松本清張のゼロの焦点（1983年） - 青木所長
- 一億人を敵にした男 復讐するは我にあり（1984年）
- 輝きたいの（1984年） - 大堀君男
- うちの子にかぎって…（1984年） - 渡辺
- 子供が見てるでしょ!（1984年） - 原島弁護士
- 男の家庭科（1985年） - 川崎大三郎
- はいすくーる落書（1989年） - 川口警察官
- 俺たちルーキーコップ（1992年）
- ドラマ特別企画・実録ドラマシリーズ第三弾「説得 エホバの証人と輸血拒否事件」（1993年3月22日） - 星野哲朗
- 3年B組金八先生（1995年 - 1996年） - 柳田PTA副会長
- 部屋においでよ（1995年） - 編集長
- きのうの敵は今日も敵（1995年） - 田辺進
- その気になるまで（1996年） - 榊部長
- 協奏曲（1996年）
- Dear ウーマン（1996年） - 徳大寺課長
- ラブ・アゲイン（1998年） - 吉野重治
- ザ・ドクター（1999年） - 菊田俊夫
- 水戸黄門
  - 第30部 第21話「遊女が狙った異人館 -長崎-」（2002年6月3日） - 有明の大尽
  - 第41部 第7話「にせ者殺到! 孫探し -鳥羽-」（2010年5月24日） - 蔵田徳左衛門
- 大好き!五つ子（2002 - 2003年） - 藤本仙太郎（エジソン先生）
- ヨイショの男（2002年） - 栗田社長
- 笑顔の法則（2003年） - 野崎千吉
- 温泉へ行こう（2004年） - 毛利康彦
- 恋の時間（2005年） - 山本弁護士
- 特命!刑事どん亀 指令8「殺人ロボット」（2006年5月29日） - 権藤克則
- 花嫁は厄年ッ! 第7話「思い出の線香花火」（2006年8月17日） - 竹富耕作
- 虹のかなた（2006年） - 川嶋五郎
- 華麗なる一族（2007年） - 藤山社長
- 家に五女あり（2007年） - 高村宗秀
- となりの芝生（2009年）
- 浅見光彦〜最終章〜 最終話「草津・軽井沢 編」（2009年12月16日） - 野沢和幸
- ハンチョウ〜警視庁安積班〜（2012年）
- 浪花少年探偵団 第3話「しのぶセンセのお見合い」（2012年7月16日） - 元山政夫
- 同窓生〜人は、三度、恋をする〜（2014年） - 柳良雄
- 水戸黄門 第1シリーズ 第2話「想い繋いだ左馬茶碗 -浪江-」（2017年10月11日、BS-TBS） - 安原太右衛門
- 月曜ドラマスペシャル→月曜ミステリー劇場→月曜ゴールデン→月曜名作劇場
  - 刑事ガンさんシリーズ （1992 - 1996年）
  - 下町の熱血弁護士（1993年2月22日）
    - 熱血弁護士の事件ノート（1993年11月29日）

  - 名探偵金田一耕助の傑作推理「三つ首塔」（1993年7月5日） - 座光寺雷蔵
  - 十津川警部シリーズ[注 3]
    - 十津川警部シリーズ5「会津高原殺人事件」（1994年8月1日） - 堂本編集長
    - 十津川警部シリーズ25「南紀白浜殺人ルート」（2002年3月25日） - 一枝刑事
    - 十津川警部シリーズ40「生命〜ベールに包まれた誕生の秘密〜」（2008年10月13日） - 高林正治
    - 十津川警部シリーズ48「江ノ電に消えた女〜十津川警部への挑戦状〜」（2012年10月22日） - 三上刑事部長

  - 浅見光彦シリーズ
    - 浅見光彦シリーズ5「城崎殺人事件」（1995年10月30日） - 矢瀬耕三
    - 浅見光彦シリーズ25「姫島殺人事件」（2008年4月7日） - 才賀雄三
    - 浅見光彦シリーズ31「箸墓幻想」（2012年9月3日） - 市場刑事
    - 浅見光彦シリーズ34「壺霊」（2014年11月17日） - 伊丹勝男

  - 松本清張特別企画・夜光の階段（1995年9月25日）
  - 松本清張特別企画・紐（1996年7月1日）
  - 演歌・唱太郎の人情事件日誌I（1996年9月2日） - 沢井将司
  - タクシードライバー咲坂都2（1996年12月2日） - 一之瀬理事長
  - 名探偵キャサリン3「花の棺」（1997年4月7日） - 西川鳳
  - 斜光（1998年6月22日） - 河村邦夫
  - ホステス探偵危機一髪1（1999年6月14日） - 大葉建設専務
  - 家庭欄記者・鍋嶋六郎II（2000年6月26日） - 西野寛邦
  - 税務調査官・窓際太郎の事件簿5（2000年7月3日） - 桜井一郎
  - 早乙女千春の添乗報告書10「山梨湯けむりツアー殺人事件」（2000年10月16日） - 刑事
  - 自治会長 糸井緋芽子 社宅の事件簿1（2001年7月23日） - 大下征典
  - 世直し公務員ザ・公証人1（2002年5月13日） - 北川聡平
  - 上条麗子の事件推理3「死を呼ぶ遺産相続」（2003年4月14日） - 九重茂之
  - 女タクシードライバーの事件日誌2「作られた目撃者」（2004年7月26日） - 相川久
  - 棟居刑事シリーズ4「復讐」（2004年12月20日） - 藤枝是明
  - 赤かぶ検事奮戦記
    - 赤かぶ検事奮戦記1（2009年5月11日） - 大森弁護士
    - 赤かぶ検事奮戦記6（2016年11月28日） - 池上忠良

  - 釣り刑事2（2011年5月9日） - 小笠原二三男
  - ヤメ判 新堂謙介 殺しの事件簿2（2012年1月23日） - 宝木五郎
  - ホームドクター・神村愛2（2013年8月26日） - 藤堂辰巳
  - 警視庁機動捜査隊216VII「悪意の果て」（2017年6月5日） - 田村孝雄
  - 新・浅見光彦シリーズ5「天城峠殺人事件」（2019年1月7日） - 保田孝志
  - 十津川警部シリーズ8「外房線に消えた女〜十津川の初恋〜」（2019年3月25日） - 三田正芳[注 4]

#### フジテレビ
- スペクトルマン
  - 第48話「ボビーよ怪獣になるな!!」
  - 第49話「悲しき天才怪獣ノーマン」（1971年）- 山本三吉 / ノーマン [注 5]
- お耳役秘帳 第8話「俺がやらなきゃ誰がやる」（1976年） - 三州屋
- 銭形平次
  - 第637話「地獄の影」（1978年） - 浅吉
  - 第782話「三匹の蟻」（1981年） - 捨吉
- 時代劇スペシャル
  - 裏切りの報酬 追放者・九鬼真十郎（1983年） - 友蔵
- 流れ星佐吉 第22話「お色気大脱出!」（1984年）
- 親戚たち（1985年）
- 時にはいっしょに（1986年） - 不動産屋
- 北の国から 87初恋（1987年） - 先生
- 君の瞳をタイホする!（1988年）
- 愛しあってるかい!（1989年） - 先生
- 世にも奇妙な物語 / 「受験生」（1991年） - 高田幹夫
- 旅情サスペンス「瀬戸内大誘拐ツアー」（1991年）
- 素顔のままで（1992年） - 梶社長
- 銭形平次
  - 第2シリーズ 第2話「夢の中の殺人」（1992年） - 太兵衛
  - 第3シリーズ 第13話「満月の夜の惨劇」（1993年） - 両国屋伊兵衛
  - 第4シリーズ 第5話「最後の賭け」（1994年） - 浜田屋
- この世の果て（1994年） - 村井良雄
- 警部補・古畑任三郎 第6話「ピアノ・レッスン」（1994年5月18日） - 大木理事
- 彼女たちの結婚（1997年）
- いいひと。（1997年） - 橋本部長
- ショムニ（1998年） - 恩田社長
- 女王蜂（1998年） - 九十九龍馬
- 剣客商売（1998年） - 大垣四郎兵衛
- 隠密奉行朝比奈 - 渡辺弥左衛門
  - 第1シリーズ（1998年6月17日 - 9月2日）
  - 第2シリーズ（1999年6月30日 - 10月20日）
- セミダブル（1999年） - 本田部長
- 旗本退屈男（2001年） - 大黒屋
- 私を旅館に連れてって（2001年） - 坂巻部長
- ダブルスコア（2002年） - 畑中正雄
- 恋するトップレディ（2002年） - 黒沼恭造
- 人間の証明（2004年）
- みんな昔は子供だった（2005年） - 神田市長
- 日本の歴史（2005年） - 蘇我倉山田石川麻呂
- 美しい罠（2006年） - 岩田雄治
- わたしたちの教科書（2007年） - 羽田教育長
- 今週、妻が浮気します 第1話「大ピンチの男!」（2007年1月16日） - 菱田社長
- はだしのゲン（2007年） - 田中校長
- 不毛地帯（2009年） - 崔大統領
- 素直になれなくて（2010年） - 桐成高校校長
- 泣かないと決めた日（2010年） - 小暮由起夫
- 霧に棲む悪魔（2011年） - 木島誠吾
- アウトバーン マル暴の女刑事・八神瑛子（2014年） - 郭在輝
- 信長協奏曲（2014年） - 長屋景興
- とげ 小市民 倉永晴之の逆襲（2016年） - 岩本昭一
- カインとアベル（2016年） - 大田原
- 直撃!シンソウ坂上 再現ドラマ「あさま山荘事件」（2018年） - 長野県警本部長・野中庸
- ラジエーションハウス〜放射線科の診断レポート〜 第2話「天才技師が救う命! 彼の秘密が今夜、明かされる!?」（2019年4月15日） - 金田会長
- 金曜エンタテイメント→金曜プレステージ
  - おばさんデカ 桜乙女の事件帖 - 川久保係長
    - おばさんデカ 桜乙女の事件帖1（1994年9月9日）
    - おばさんデカ 桜乙女の事件帖2（1995年5月26日）
    - おばさんデカ 桜乙女の事件帖3（1995年12月29日）
    - おばさんデカ 桜乙女の事件帖4（1996年10月4日）
    - おばさんデカ 桜乙女の事件帖5（1997年3月28日）
    - おばさんデカ 桜乙女の事件帖6（1998年7月3日）

  - 赤い霊柩車5「華やかな誤算」（1996年1月26日） - 山内刑事
  - 浅見光彦シリーズ
    - 浅見光彦シリーズ2（1996年5月17日） - 谷本精一
    - 浅見光彦シリーズ47（2013年5月10日） - 河路昭典

  - 美人記者香坂冬子の名推理 山形-高知 殺意の二重奏（1997年8月15日） - 潮田警部
  - お局探偵亜木子&みどりの旅情事件帳1（1997年9月26日） - 新藤謙吉
  - 鍵師5（1997年10月17日） - 島岡靖光
  - 女検死官（2000年7月21日） - 金森刑事課長
  - 大奥スペシャル〜幕末の女たち〜（2004年3月26日） - 堀田正睦
  - しあわせギフトお届け人2 青野大洋杜の都の事件帖（2004年7月23日） - 渕上健太郎
  - 津軽海峡ミステリー航路4（2005年3月11日） - 落合幸一
  - 京都祇園入り婿刑事事件簿12（2005年7月29日） - 片山剛
  - ドクター小石の事件カルテ3「毒薬」（2006年12月1日） - 花村源八
  - 名司会者・寿鶴子 殺人スピーチ4（2008年7月25日） - 若林一夫
  - 剣客商売（2008年） - 浅野帯刀
  - 木枯し紋次郎（2009年5月1日） - 松坂屋友右衛門
  - 剣客商売
    - 剣客商売 御老中暗殺（2012年8月24日） - 永井和泉守
    - 剣客商売 手裏剣お秀（2018年12月21日） - 弥吾兵衛

  - 深川東署特命人情捜査班 朝田真平1（2014年7月18日） - 工藤三朗
- 金曜プレミアム
  - 鬼平犯科帳スペシャル 浅草・御厩河岸（2015年12月18日） - 柳屋甚右衛門

#### テレビ朝日
- 必殺シリーズ（朝日放送）
  - 助け人走る 第34話「必死大逃走」（1974年） - 三平
  - 必殺仕置屋稼業 第11話「一筆啓上悪用が見えた」（1975年） - 駕篭屋 源造
  - 必殺仕業人（1976年） - 出戻り銀次
  - 新・必殺仕置人 第37話「生命無用」（1977年） - 番頭九助
  - 翔べ! 必殺うらごろし 第16話「病床で危篤の男が銭湯にいた!」（1979年） - 朝吉
  - 必殺仕事人 第43話「情技衣替え地獄落し」（1980年） - 勘吉
  - スペシャルドラマ必殺仕事人（2018年） - 松太郎
- 破れ傘刀舟悪人狩り 第101話「暗黒街の罠」（1976年） - 河内屋新助
- 暴れん坊将軍
  - 吉宗評判記 暴れん坊将軍
    - 第139話「口説いた相手が悪かった」（1980年） - 末次万蔵
    - 第182話「据膳喰う奴喰わぬ奴」（1981年） - 青山新九郎

  - 暴れん坊将軍II
    - 第52話「母よ喜べ 親父が立った!」（1984年） - 山川六兵衛
    - 第79話「花の江戸城 つまみ食い天国!」（1984年） - 曽根
    - 第170話「コソ泥入門！かあちゃんが欲しい」（1986年） - 半次郎

  - 暴れん坊将軍IX 第26話「消えた香炉 正直三姉弟の災難」（1999年） - 大坂屋惣兵衛
- 走れ!熱血刑事 第21話「潜入! 二日酔い作戦」（1981年） - 島刑事
- ザ・ハングマンシリーズ（朝日放送）
  - ザ・ハングマン 第17話「地獄へ送る世紀の大魔術」（1981年） - 沢井
  - ザ・ハングマンV 第12話「ハネムーン帰りの新妻が続々蒸発する!」（1986年） - 村岡栄治
- 文吾捕物帳 第18話「ここほれ子猫」（1982年）
- 科学戦隊ダイナマン 第18話「東京を襲う大津波」（1983年） - 浜田
- 私鉄沿線97分署 第26話「夢!? ヒロシが飛んで行く！」（1985年）
- ベイシティ刑事 第1話「プールサイドの女」（1987年）
- さすらい刑事旅情編 最終話「信州雪景色・"汽車"を歌う男」（1989年）
- ベトナム難民少女（1992年） - 山浦
- はぐれ医者・お命預かります!
  - スペシャル「女を愛し悪を斬る世直し殺法」（1993年12月30日） - 杉山中庵
  - 連続ドラマ 第4話「乳岩の女」（1995年） - 秩父屋三九郎
- はぐれ刑事純情派
  - 第7シリーズ 第24話「靴紐の謎 女新聞記者の執念」（1994年9月14日） - 小宮山勉
  - 第9シリーズ 最終話「冤罪!? 多重人格者の妻！辞表を提出した安浦刑事」（1996年9月25日）
- 名奉行 遠山の金さん
  - 第7シリーズ 第6話「集団スリ 美しい未亡人裏の顔」（1995年11月2日） - 遠州屋嘉兵衛
  - 金さんVS女ねずみ 第1話「大奥妖しい京人形」（1998年3月14日） - 後藤縫殿助
- はみだし刑事情熱系
  - PART1 第3話「殺人犯は花嫁の父」（1996年10月30日） - 沢村秀雄
  - PART5 第23話「愛する娘が目撃者…狙われた涙のステージ！」（2001年3月21日） - 黒川功一
- 京都迷宮案内 - 和田隆
  - 第1シリーズ（1999年1月14日 - 3月11日）
  - 第2シリーズ（2000年1月20日 - 3月16日）
  - 第3シリーズ（2001年1月18日 - 6月21日）
  - スペシャル（2001年10月4日）
  - 第4シリーズ（2002年1月10日 - 3月21日）
  - 第5シリーズ（2003年1月9日 - 3月20日）
- 京都始末屋事件ファイル 第1話「結婚詐欺に泣いた女! 始末屋とは?」（1999年7月1日）
- 三匹が斬る! 第9話「神隠し! 秘密を知った娘!咲いて悲しい母子草」（2002年6月10日）
- 天罰屋くれない 闇の始末帖 第1話「恨みはらします!! 刺客になった良妻賢母」（2003年4月21日） - 関口屋甚左衛門
- 相棒
  - season3 第13話「警官殺し〜銃に残された赤い指紋」（2005年2月2日） - 十河輝久
  - season17 - 品田虎彦
    - 第18話「漂流少年〜月本幸子の覚悟」（2019年3月6日）
    - 第19話「漂流少年〜月本幸子の決断」（2019年3月13日）
- 八丁堀の七人 第6シリーズ 最終話「別れの時! 全員抜刀の総力戦」（2005年3月21日） - 如月民部
- 銭形平次 第2シーズン 第7話「追いつめられた平次 温情の十手」（2005年8月29日） - 但馬屋利兵衛
- 名奉行! 大岡越前 第2シリーズ 第5話「殺しを予告する浮世絵！強欲の女と連続殺人の怪！」（2006年5月23日） - 備後屋長左衛門
- 科捜研の女
  - 新・科捜研の女3 第1話「京都の祭りに人が死ぬ!! 祇園祭りを襲う二つの事件！致死率100%の細菌テロ!! マリコが刺された！山鉾町の連続殺人!!」（2006年7月6日） - 楢崎誠
  - season19 第14話「予約された死」（2019年8月22日） - 瀬田一郎
- 素浪人 月影兵庫 第1話「前ぶれなく来た男!! 騒動は東海道だった」（2007年7月17日） - 近江屋庄吉
- 京都地検の女 第4シリーズ 最終話「さらば、鶴丸検事!! 北村刑事殉職…最後にして史上最大の危機!? 京都〜舞鶴、8年越しの殺人トリックに壊された断絶家族の絆!!」（2007年12月20日） - 加山和彦
- 越境捜査1（2008年9月11日） - 田浦昇
- 忠臣蔵 音無しの剣（2008年12月14日） - 吉良上野介
- 歌のおにいさん Act-3「王子失脚!? 心に響くありがとう」（2009年2月6日） - 「テレビ夕日」専務
- 交渉人〜THE NEGOTIATOR〜 第2シリーズ 第7話「警視庁特捜の女帝、狙撃される」（2009年12月3日） - 田代医師
- エンゼルバンク〜転職代理人 第5話「会社が倒産寸前!! 逃げるか? 残るか?」（2010年2月18日） - 並木勝三
- 外科医 須磨久善（2010年）
- おみやさんスペシャル（2010年12月16日） - 春田稔
- 遺留捜査 第1シーズン 第10話「遺留品、紛失!!」（2011年6月15日） - 山崎善行
- 光る壁画（2011年）
- だましゑ歌麿II（2012年）
- 宮本武蔵（2014年） - 奈良井大蔵
- 警視庁・捜査一課長 season2 最終話「さらば大岩一課長！ヒラから成り上がった最強の刑事…最後の事件!! 花嫁の遺体が瞬間移動!? 衝撃のラスト」（2017年6月22日） - 箕輪雅彦
- やすらぎの刻〜道（2019年） - 庄太郎
- 4K時代劇スペシャル・無用庵隠居修行5（2021年9月21日、BS朝日） - 相模屋利兵衛
- 土曜ワイド劇場
  - 処刑教師（1984年9月29日）
  - お見合いツアー殺人事件（1986年11月29日） - 山岸大助
  - 西村京太郎トラベルミステリー
    - 西村京太郎トラベルミステリー14「愛と死の飯田線」（1989年1月14日） - 羽田岩男
    - 西村京太郎トラベルミステリー34「津軽陸中殺人ルート」（2000年9月30日） - 高木亮介
    - 西村京太郎トラベルミステリー38「オリエント急行殺人事件」（2003年1月4日） - 前島社長

  - 森村誠一の指名手配（1989年2月4日） - 国本多計彦
  - 終着駅シリーズ
    - 終着駅シリーズ1「終列車」（1990年12月8日） - 赤坂直司
    - 終着駅シリーズ20「砂漠の喫茶店」（2006年10月28日） - 山岸医師
    - 終着駅シリーズ27「悪の魂」（2013年9月28日） - 田崎編集長
    - 終着駅シリーズ34「荒野の証明」（2019年1月27日） - 江頭啓造[注 6]
    - 終着駅シリーズ ファイナル「十月のチューリップ」（2022年12月22日） - 秋山院長[注 7]

  - おんな秘密調査員 立花江梨子（1992年11月28日） - 田辺警部
  - 森村誠一の完全犯罪の使者（1993年2月13日） - 清原和之
  - 厄除け商売繁盛殺人事件1（1994年3月26日） - 増尾清一
  - 森村誠一サスペンス 飼い主のない孤独（1994年6月18日） - 伊崎警部補
  - 松本清張スペシャル・状況曲線（1994年11月26日） - 中橋泰夫
  - 下町女占い師 清香姐さんの人情事件簿（1995年5月20日） - 鮫島専務
  - 7人のOLが行く!2（1995年8月19日） - 小田嶋文次
  - 死体を置いていかないで（1996年2月3日） - 古賀刑事
  - まじめ警部補とかたやぶり刑事 - 島野課長
    - まじめ警部補とかたやぶり刑事1「エステ美女殺人事件!」（1997年2月1日）
    - まじめ警部補とかたやぶり刑事2「ランジェリーモデル殺人事件!」（1997年10月25日）
    - まじめ警部補とかたやぶり刑事3「スーパーエステの死美人」（2000年8月12日）

  - エステサロン白い肌殺人事件1（1997年5月31日） - 大津捜査主任
  - 天才・神津恭介の殺人推理 - 野上警部
    - 天才・神津恭介の殺人推理1（1997年6月7日）
    - 天才・神津恭介の殺人推理2（2002年6月15日）

  - 家政婦は見た!18（2000年3月18日） - 米山菊治
  - 京都の女庭師 風水探偵さくら子1（2000年6月17日） - 広瀬信吉
  - 終着駅の牛尾刑事VS事件記者・冴子
    - 牟田刑事官VS終着駅の牛尾刑事そして事件記者冴子3「レッドライト」（2003年12月27日） - 米原精治
    - 終着駅の牛尾刑事VS事件記者・冴子7「路」（2007年12月22日） - 志垣一良

  - 渡り番頭・鏡善太郎の推理3（2005年5月7日） - 福島誠一郎
  - 女変装捜査官2（2005年5月14日） - 船田弁護士
  - モラルリスク調査員（2005年9月3日） - 仙波勝蔵
  - 山村美紗サスペンス 地獄坂の復讐殺人!（2006年9月2日） - 池田和男
  - 狩矢父娘シリーズ8「京都・花見小路殺人事件」（2007年4月7日） - 西勝彦
  - タクシードライバーの推理日誌（2007年 - ） - 野村忠
  - 隠蔽捜査2〜果断〜（2008年10月4日） - 野間崎武
  - 東京駅お忘れ物預り所2（2008年10月25日） - 木原澄夫
  - 再捜査刑事・片岡悠介1（2010年3月13日） - 小池健太郎
  - ヤメ検の女2（2011年2月19日） - 戸塚孝之
  - 天才刑事・野呂盆六VI（2011年9月17日） - 山ノ部浩介

#### テレビ東京
- 大江戸捜査網 第639話「振り袖お玉 情炎ふたり旅」（1984年） - 雨之丞
- 新大江戸捜査網 第23話「色街おんな怨み歌」（1984年） - 吾妻屋
- 編笠十兵衛（1997年） - 徳川綱吉
- 李香蘭（2007年） - 内田吐夢
- 刺客請負人（2007年） - 平野屋権右衛門
- 徳川風雲録 八代将軍吉宗（2008年） - 英一蝶
- 幻十郎必殺剣（2008年） - 一橋治済
- 本当と嘘とテキーラ（2008年）
- サギ師 リリ子（2009年） - 石嶋善吉
- 経済ドキュメンタリードラマ ルビコンの決断（2010年） - 新井良亮
- 大江戸捜査網2015〜隠密同心、悪を斬る!（2015年） - 巴屋忠兵衛
- 釣りバカ日誌〜新入社員 浜崎伝助〜（2015年） - 片山頭取
- 山本周五郎時代劇 武士の魂 第7話「風車」（2017年7月4日、BSジャパン） - 藤田三右衛門
- 警視庁強行犯係・樋口顕4（2018年） - 長澤敦
- W県警の悲劇 最終話「追い詰める女」（2019年9月21日、BSテレ東） - 大村哲男
- 女と愛とミステリー→水曜ミステリー9→水曜シアター9
  - 旅行作家・茶屋次郎2（2002年） - 八百板公三
  - 犯罪交渉人ゆり子2（2002年） - 種田署長
  - 金田一耕助ファイルII 獄門島（2003年10月26日） - 荒木真喜平
  - 監察医・篠宮葉月 死体は語る4（2004年1月14日） - 森圭太郎
  - 信濃のコロンボ事件ファイル6「軽井沢殺人事件」（2004年9月8日） - 鶴野署長
  - みんな誰かを殺したい（2004年10月6日） - 山代刑事
  - 神楽坂署生活安全課（2005年） - 源田丈司
  - 猪熊夫婦の駐在日誌（2005年 - 2007年） - 里村幸秀
  - 警察署長・たそがれ正治郎（2005年 - 2007年） - 鈴川副署長
  - 下町・おかず横丁殺人事件簿（2005年12月21日） - 結城三郎
  - 雪冤（2010年） - 秋山梅蔵
  - さすらい署長 風間昭平9「びわこ由美浜殺人事件」（2012年3月7日） - 西田琢美
  - 刑事吉永誠一 涙の事件簿12（2013年） - 田代義一
  - 軽井沢駐在犬日誌（2015年11月4日） - 岩崎洋介
  - 特命おばさん検事! 花村絢乃の事件ファイル5（2017年1月11日） - 新貝次郎
- 月曜プレミア8
  - 今野敏サスペンス 機捜235III（2022年5月16日） - 沼田恒造
  - 再雇用警察官4（2022年7月4日） - 船岡隆明

#### WOWOW
- 一応の推定（2009年） - 駅助役・森田
- 造花の蜜（2011年） - 小川達夫
- 監査役野崎修平（2018年） - 五島六治郎

#### その他
- ひぐらしのなく頃に（2016年5月20日 - 6月24日、BSスカパー!） - 大石蔵人
- シネコンへ行こう! 第8話「オールド・シネマ・パラダイス」（2022年8月22日、BS松竹東急） - 高島

### 映画
- 若者はゆく-続若者たち-（1968年） - 入社受験生宝木
- 愛と死（1971年） - 土居
- 刑事物語 兄弟の掟（1971年） - 若者
- 忍ぶ川（1972年） - 潮田
- 天平の甍（1980年） - 善尊
- スローなブギにしてくれ（1981年） - 牛丼屋のオカマ店長
- ガキ帝国 悪たれ戦争（1981年） - 佐々木辰夫
- 転校生（1982年） - 幹事
- 恥辱の部屋（1982年） - 一夫
- 聖子の太股 ザ・チアガール（1982年） - 三波
- 聖子の太股 女湯小町（1982年） - オッサン
- 赤いスキャンダル 情事（1982年） - 影山
- 家族ゲーム（1983年） - 沼田慎一の担任・英語教師
- 十階のモスキート（1983年） - TOSHIEの男
- のぞき（1983年） - 孝三
- 宇能鴻一郎の濡れて学ぶ（1983年） - 赤松勘治
- 3年目の浮気（1983年） - 又一郎
- セカンド・ラブ（1983年） - 佐々木
- 晴れ、ときどき殺人（1984年） - レストランのボーイ
- 夕ぐれ族（1984年） - 上野
- 魔性の香り（1985年） - タクシー運転手
- タブーX倒錯（1985年）
- 片翼だけの天使（1986年） - ホテルのフロント係
- 蕾の眺め（1986年） - 橋本医師 役
- 猫のように（1988年） - 松浦
- 本場ぢょしこうマニュアル 初恋微熱篇（1987年）
- 3-4X10月（1990年） - スタンドの店長
- ぼくらの七日間戦争2（1991年） - 野沢拓 役
- ミンボーの女（1992年） - 経理部長
- 課長島耕作（1992年） - 庭正彦
- 学校II（1996年）
- 虹をつかむ男（1996年） - 吉井巡査 役
- ひみつの花園 (1997年の映画)（1997年） - 鈴木幹男 役
- てなもんや商社 萬福貿易会社(1998年） - 谷部長 役
- 学校III（1998年） - 高野の会社社長
- 絆 -きずな-（1998年） - 長富茂 役
- しあわせ家族計画（2000年） - 人事部長
- 週刊バビロン（2000年） - 大平
- 難波金融伝・ミナミの帝王 劇場版PART15 借金極道（2001年） - 永岡正巳
- 新・雪国（2001年） - 崎山
- およう（2002年） - 彦乃の父
- 宣戦布告（2003年） - 土橋修三 役
- ゲゲゲの鬼太郎（2007年） - 社長
- 釣りバカ日誌シリーズ
  - 釣りバカ日誌9（1997年） - 堀田智明 役
  - 釣りバカ日誌10（1998年）
  - 花のお江戸の釣りバカ日誌（1998年） - 庄内藩家老
  - 釣りバカ日誌12 史上最大の有給休暇（2001年）
  - 釣りバカ日誌13 ハマちゃん危機一髪!（2002年）
  - 釣りバカ日誌14 お遍路大パニック!（2003年）
  - 釣りバカ日誌15 ハマちゃんに明日はない!?（2004年）
  - 釣りバカ日誌16 浜崎は今日もダメだった♪♪（2005年）
  - 釣りバカ日誌17 あとは能登なれハマとなれ!（2006年）
  - 釣りバカ日誌18 ハマちゃんスーさん瀬戸の約束（2007年） - 堀田智明社長
- 真幸くあらば（2010年、ティ・ジョイ）
- おかえり、はやぶさ（2012年） - 与党幹事長
- 梅切らぬバカ（2021年、ハピネットファントム・スタジオ） - 近所のおじさん

### オリジナルビデオ
- 続・獣のように（1990年、東映ビデオ）
- 新・第三の極道10 〜弔いの銃弾〜（1999年、オールイン エンタテインメント） - 大阪南警察署 刑事 トクさん
- 難波金融伝・ミナミの帝王33 野良犬の記憶（2005年、ケイエスエス） - 横井

### 吹き替え
- 大草原の小さな家 第10話（エイブル〈ダーク・ブロッカー〉）

### 人形劇
- ひょっこりひょうたん島 リメイク版 - 海賊ドタバータ 役[8]

### ラジオドラマ
- NHK-FMシアター
  - 「タイムスリップ明治維新」（2004年） - 勝海舟
  - 「稲穂が輝く時」（2008年）
- 下町ロケット TBS開局60周年記念ドラマスペシャル（2012年） - 殿村直弘

### 舞台
- 菊次郎とさき（2015年1月 - 2月） - 左弦三